# Guardia alla frontiera
La Guardia alla Frontiera (in acronimo: G. a. F.) fu un corpo militare del Regio Esercito Italiano, attivo dal 1934 al 1943, con il compito di sorvegliare e difendere le frontiere terrestri del Regno d’Italia. Istituito in forma sperimentale nel 1934, fu formalmente riconosciuto con il regio decreto-legge n. 833 del 28 aprile 1937.

## Storia

### Premesse
La difesa dei confini dell’Italia era affidata, prima degli anni 1930, alla Regia Guardia di Finanza, ai Carabinieri Reali e alla Milizia Confinaria, costituita nel 1927 come diramazione della Milizia Volontaria per la Sicurezza Nazionale.

### Costituzione
La Guardia alla Frontiera fu costituita il 4 dicembre 1934 come corpo del Regio Esercito, composto da reparti di genio, artiglieria e fanteria. Il suo scopo era la sorveglianza e la difesa dei confini nazionali attraverso il presidio delle opere fortificate del Vallo Alpino del Littorio.
Nel corso dello stesso anno, il Capo di Stato Maggiore del Regio Esercito dispose la trasformazione di cinque reggimenti d’artiglieria d’armata in altrettanti reggimenti d’artiglieria della G.a.F., ai quali furono affidati circa un migliaio di capisaldi del sistema difensivo alpino.
Nel maggio del 1937, il generale Alberto Pariani consolidò la struttura, che ottenne una propria autonomia organizzativa entro il 1938. Il riconoscimento giuridico ufficiale avvenne con il regio decreto-legge nº 833 del 28 aprile 1937, pubblicato nella Gazzetta Ufficiale del Regno d’Italia nº 139 del 17 giugno 1937.
Alla fine del 1939, la G.a.F. comprendeva: 8 comandi di corpo d’armata, 27 settori di copertura, 7 reggimenti di artiglieria, circa 20.000 uomini, 1.000 opere fortificate, 6.000 mitragliatrici, 1.000 mortai, 100 47/32 controcarro e circa 1.000 cannoni leggeri e medi, tra cui i 75/27 Mod. 1911 e i 149/35 Mod. 1901.
(maggiore O. Guida, 1939)

### Seconda Guerra Mondiale e scioglimento
Al momento dell’ingresso dell’Italia nella seconda guerra mondiale (avvenuto il 10 giugno 1940), la G.a.F. contava, nel solo territorio metropolitano (escludendo le colonie e l’Albania), 23 settori, 50.000 uomini, 28 battaglione alpini Valle e 22 battaglioni di camicie nere della Milizia Confinaria.
Ogni comando di corpo d’armata della G.a.F. aveva alle proprie dipendenze diversi settori di copertura numerati da I a XXVII (i settori XVIII, XIX e XX non furono mai attivati). Ogni settore era suddiviso in sottosettori, gruppi di capisaldi e singole opere, presidiate da personale di fanteria, artiglieria e genio. Nonostante il carattere prettamente statico della specialità, vi furono assegnate anche cinque compagnie di carristi, dotate di carri leggeri Fiat 3000, che col tempo vennero in parte abbandonati per usura e mancanza di pezzi di ricambio, o addirittura interrati e impiegati come fortini fissi.

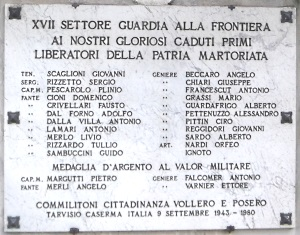
Lapide commemorativa presso la caserma Italia di Tarvisio (UD)

Un episodio significativo della storia della G.a.F. avvenne l’8 settembre 1943, in seguito all’annuncio dell’armistizio di Cassibile. Presso la caserma Italia di Tarvisio (UD), sede del XVII Settore, il colonnello Giovanni Jon radunò circa 300 uomini e li esortò alla resistenza contro i tedeschi, dichiarando: «Siamo le guardie alla frontiera, le sentinelle avanzate della Patria, e faremo il nostro dovere». Nella notte tra l’8 e il 9 settembre, il presidio resistette per circa sei ore a un attacco condotto da un reggimento delle Waffen-SS. Al termine degli scontri si contarono 24 morti e 48 feriti tra i difensori. L’episodio è ricordato da una lapide posta all’ingresso della stessa caserma e viene considerato uno dei primi atti armati della Resistenza italiana.

### Dopoguerra ed eredità
Nel dopoguerra, la Guardia alla Frontiera non venne ricostituita. Tuttavia, negli anni 1950 i sistemi fortificati dell’ex-G.a.F. furono in parte riattivati e ammodernati, in funzione delle nuove esigenze della Guerra Fredda e di difesa NBC (nucleare, batteriologica e chimica). Ciò avvenne nell’ambito della strategia di difesa del fianco nord-orientale dell’Italia, ritenuto particolarmente sensibile in quanto rivolto verso i Paesi della cortina di ferro.
Dalla zona del Passo di Resia (in Trentino-Alto Adige) fino al Passo del Predil (in Friuli-Venezia Giulia), molte opere fortificate vennero riutilizzate o potenziate, e furono realizzate nuove linee difensive fino alle soglie di Trieste. Le fortificazioni presenti tra il Passo del Predil e Fiume non furono recuperate in quanto ricadenti nel territorio della Jugoslavia, in base ai nuovi confini sanciti dai trattati di pace del 1947.
A partire dal 1952, la gestione di questi sistemi difensivi venne affidata ai cosiddetti Raggruppamenti battaglioni da posizione.
Dal 1º gennaio 1957, questi reparti furono gradualmente trasformati e nel 1962 si consolidarono nelle seguenti specialità:
- Fanteria d’arresto;
- Alpini d’arresto.

Questi corpi, con compiti simili a quelli originariamente assegnati alla Guardia alla Frontiera, ne rappresentarono gli eredi fino alla loro definitiva soppressione, avvenuta tra il 1989 e il 1992, in seguito al crollo del muro di Berlino e alla fine della Guerra Fredda.

## Organizzazione
La Guardia alla Frontiera era articolata su più livelli gerarchici, coordinati dal Comando della Guardia alla Frontiera di corpo d’armata, al quale facevano capo i settori dislocati nel territorio di competenza.
La struttura complessiva comprendeva:
- 11 comandi di corpo d’armata di Guardia alla Frontiera, retti da generali di brigata;
- un numero variabile di settori di copertura, retti da colonnelli;
- un reggimento di fanteria della Guardia alla Frontiera (previsto);
- 9 reggimenti di artiglieria della Guardia alla Frontiera;
- un gruppo autonomo di artiglieria Guardia alla Frontiera.[4]

### Settori
I settori di copertura, 32 in totale tra quelli metropolitani e coloniali, erano la principale unità territoriale della Guardia alla Frontiera. Ogni settore era così strutturato:
- Comando di settore;
- 2 o più sottosettori;
- uno o più gruppi di batterie sempre pronte (S.P.);
- Reparto misto del genio;
- Deposito settoriale;
- Personale addetto ai servizi.

Ogni sottosettore, generalmente retto da un tenente colonnello, era a sua volta articolato in:
- Comando di sottosettore;
- Gruppi di capisaldi e/o capisaldi autonomi;
- Eventuali batterie sempre pronte;
- Personale di controllo delle frontiere (proveniente da Carabinieri Reali, Regia Guardia di Finanza e Milizia Confinaria);
- Magazzino di sottosettore.

Nel caso mancasse un ufficiale del grado previsto, il comando del sottosettore poteva essere assunto dal militare di grado più elevato presente. La suddivisione in gruppi di capisaldi era legata alla morfologia del terreno.

### Composizione
La Guardia alla Frontiera comprendeva reparti delle tre armi:
- Fanteria;
- Artiglieria;
- Genio militare.

Le unità di fanteria erano dislocate nei:
- Capisaldi: opere protette con capacità di sopravvivenza prolungata anche in caso di accerchiamento;
- Appostamenti protetti: difese leggere, senza capacità di sopravvivenza autonoma;
- Nuclei campali: postazioni all’aperto o in ripari temporanei, armate con mitragliatrici, cannoni e mortai d’assalto.

L’artiglieria era suddivisa in:
- Reggimenti articolati in gruppi;
- Batterie sempre pronte (S.P.), utilizzabili anche in tempo di pace;
- Gruppi di batterie S.P.;
- Depositi di settore.

Il reparto misto del genio comprendeva tutte le specializzazioni tecniche necessarie per garantire operatività e autonomia delle opere, tra cui:
- elettricisti;
- telegrafisti;
- fotofonisti;
- telefericisti;
- personale per opere di fortificazione e manutenzione.

### Addestramento
L’addestramento della Guardia alla Frontiera era modellato su quello degli Alpini e prevedeva:
- marce su sentieri montani;
- esercitazioni con gli sci;
- arrampicate;
- sopravvivenza in ambienti isolati e spartani.

Lo scopo era abituare il personale a vivere per lunghi periodi all’interno di opere permanenti, anche in condizioni di isolamento o assedio.

### Uniformi
Le uniformi erano quelle regolamentari del Regio Esercito, ma adattate per l’ambiente montano. I copricapo principali erano:
- il berretto rigido con visiera;
- il cappello alpino, privo però della penna nera.

Il cappello alpino della G.a.F. presentava:
- il fregio dell’arma (fanteria, artiglieria o genio);
- una nappina di lana (per la truppa) o metallica (per ufficiali e sottufficiali);
- l’assenza della penna nera.

|  |

| Nappine | descrizione           | reparti                                  |
|         | verde, bordo rosso    | guardia alla frontiera (fanteria)        |
|         | verde, bordo giallo   | artiglieria della guardia alla frontiera |
|         | verde, bordo amaranto | genio della guardia alla frontieria      |

Le mostrine erano di colore verde:
- con bordo rosso per la fanteria;
- con bordo giallo per l’artiglieria;
- con bordo amaranto per il genio.

|  |

Sulla manica sinistra della giubba veniva cucito uno scudetto in metallo (oppure in stoffa ricamata), con:
- un gladio romano;
- un cartiglio con il numero del settore di appartenenza (in numeri romani).

## Simboli

### Stemma

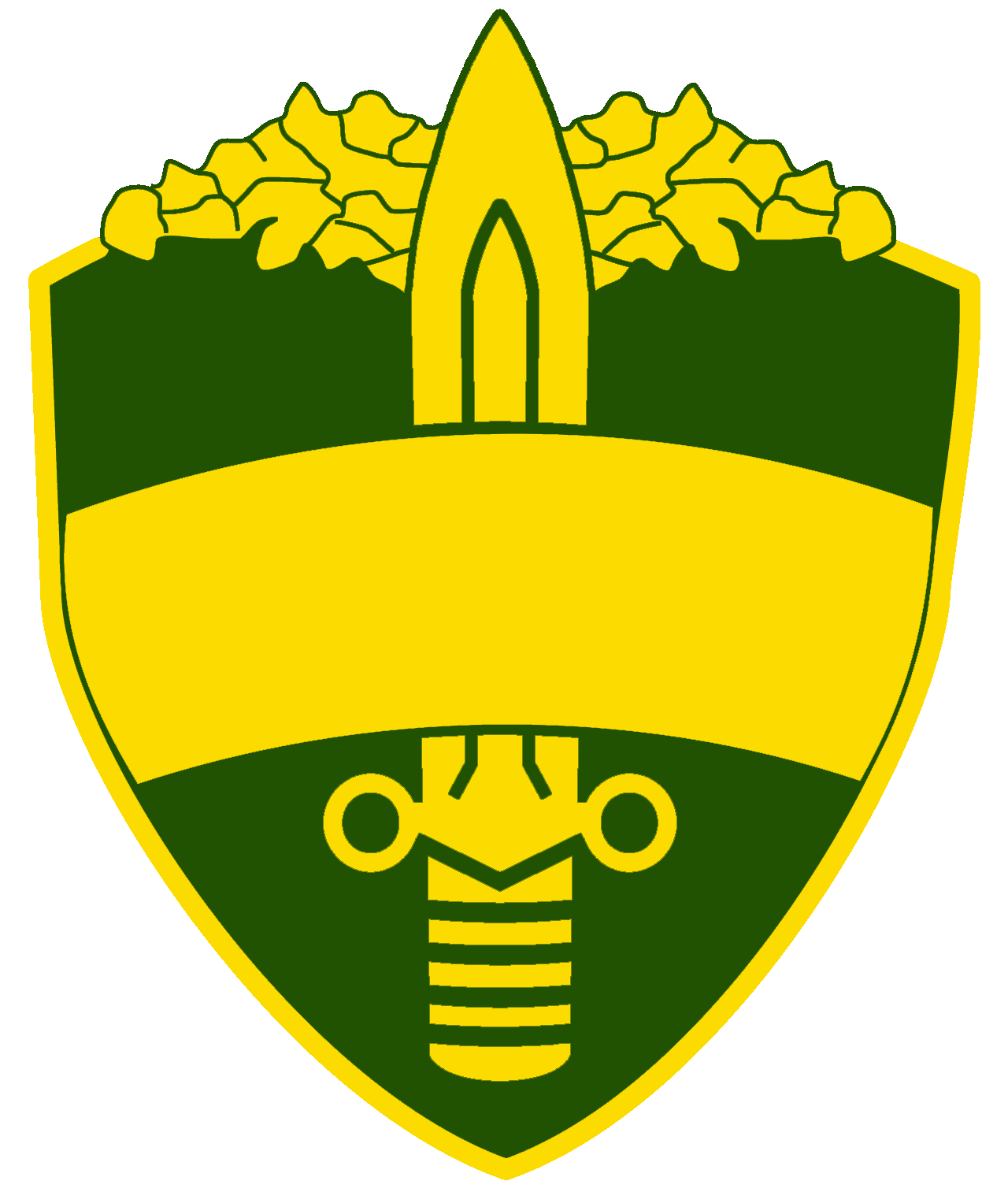
Lo stemma del Corpo

Lo stemma della Guardia alla Frontiera raffigurava un gladio romano rivolto verso l’alto, sormontato da un cartiglio con il numero del settore di copertura espresso in numeri romani.
Poteva essere realizzato in metallo smaltato o in tessuto ricamato, ed era portato sulla manica sinistra della giubba o, talvolta, applicato sul copricapo. Lo stemma identificava l’appartenenza del militare a uno specifico settore di confine.

### Inno
La Guardia di Frontiera si fregiava del seguente inno d'ordinanza:
siam vecchi lupi del Settore.

Abbiam posto una bandiera

ove resistere o morir
se il nemico muove guerra,
o minaccia la nostra terra,
con un grido di valore
noi cantiamo tutti in cor
Frontiera,

frontiera!

Cosa importa se si muore,

Il nostro grido è di valore

e il nemico arresterà.
Quando si tratta di scattare,
noi della Guardia siamo i primi.
Con gran valore sappiamo andare,
con gran valore oltre i confini.
Cosa importa della neve

freddo e ghiaccio ce ne freghiamo

e se passa la tormenta

noi cantiamo tutti in cor!
Frontiera,
frontiera!
Cosa importa se si muore,
il nostro grido è di valore
il nemico arresterà.»

### Soprannome
Al corpo della G.a.F. fu affibbiato il nomignolo di Vidoa (dal piemontese, "vedova"), in quanto il cappello, identico a quello degli Alpini, ne era privo della caratteristica penna nera, distintivo iconico del corpo alpino.